# Skånetryckeriets förlag
Skånetryckeriets förlag i Malmö (1924-1950) och Sveriges studenters förlag i Stockholm (1951-1974) var två svenska bokförlag som specialiserade sig på biografiska uppslagsverk.  Deras produkter finns vid de flesta svenska bibliotek och är en värdefull resurs för släktforskare och lokalhistoriker.
Båda förlagen var avknoppningar från och använde sig av Skånetryckeriet, som grundades 1897 i Malmö.  Det var 1900-1922 tryckeri för flera sydsvenska dagstidningar, men också för annonskalenderar och branschtidningar. Tryckeriet framställde även utställningskataloger och affischer.  Det har senare bytt namn till Skånetryck och bytt ägare flera gånger.  1983 flyttade företaget till Genevad i södra Halland.  Det är idag ett offsettryckeri med fem anställda.
Redan 1911-1922 utgavs några böcker av Skånetryckeriet, men det är obekant om förlagsnamnet användes då.
Skånetryckeriets förlag verkar ha varit synonymt med sin direktör, hovboktryckaren Ernst Witus Nordvall (gravsatt 1944). Om honom är inte mycket känt. Skånetryckeriet övertogs 1944 Gösta A. W. Landby (född 1903), son till Johan Landby som grundat ett konkurrerande tryckeri i Malmö.
Förlaget utgav flera biografiska uppslagsverk med fotografier, varav de omfångsrikaste var "Folkskolans lärarekår" från olika stift (10 delar 1925-1930 samt 1937) och "Porträttgalleri" från olika län (17 delar 1930-1939).  Förlaget stod även som utgivare av Meddelanden från Riksheraldikerämbetet (1933-1945).
1920- och 1930-talen var de biografiska uppslagsverkens storhetstid. En annan flitig utgivare av länsvisa "porträttgallerier" var tryckeriet Wald. Zachrisson (Wezäta) i Göteborg (9 delar 1926-1928). Dessa volymer är dock inte lika tjocka som Skånetryckeriets.
Sveriges studenter var en serie (Libris 348032) med Bengt G. Söderberg som huvudredaktör.  Första delen (1950) utgavs av Skånetryckeriets förlag. Från del 2 (1951) utgavs den av "Sveriges studenters förlag" i Stockholm, men trycktes på Skånetryckeriet.  I del 11 och 15 står det under förlagsnamnet: "Innehavare: A. Bondessons Förlags AB".

## Utgivning
Folkskolans lärarekår
- Folkskolans lärarekår i Lunds stift 1925 (1925), 996 sidor.
- Folkskolans lärarekår i Växjö stift 1926 (1926), 560 sidor.
- Folkskolans lärarekår i Strängnäs stift 1927 (1927), 471 sidor.
- Folkskolans lärarekår i Linköpings stift 1927 (1927), 487 sidor.
- Folkskolans lärarekår i Skara stift 1928 (1928), 416 sidor.
- Folkskolans lärarekår i Karlstads stift 1928 (1928), 464 sidor.
- Folkskolans lärarekår i Västerås stift 1929 (1929)
- Folkskolans lärarekår i Uppland 1930 (1930), 360 sidor.
- Folkskolans lärarekår i Göteborgs stift 1930 (1930), 534 sidor.
- Folkskolans lärarekår i Luleå stift 1937 (1937), 387 sidor.

Porträttgalleri
På varje sida porträtteras fyra personer.
- Porträttgalleri från Malmöhus län (1930), 944 sidor, ingen inledning.
- Porträttgalleri från Kristianstads län (1931), 746 sidor. Digitaliserat av Projekt Runeberg
- Porträttgalleri från Småland (1932), 1024 sidor, inledning av W.G. Digitaliserat av Projekt Runeberg
- Porträttgalleri från Blekinge län (1932), 350 sidor.
- Porträttgalleri från Värmland (1933), 923 sidor.
- Porträttgalleri från Skaraborgs län (1933), 815 sidor, inledning av W.G. Digitaliserat av Projekt Runeberg
- Porträttgalleri från Västmanland (1934), 659 sidor, G. Lundgren.
- Porträttgalleri från Södermanland (1934), 1092 sidor, inledning av Lgren.
- Porträttgalleri från Gästrikland (1935), 576 sidor.
- Porträttgalleri från Dalarna (1935), 1008 sidor, inledning av G. Lundgren.
- Porträttgalleri från Västerbottens län (1936), 928 sidor, inledning av G. Lundgren.
- Porträttgalleri från Hälsingland (1936), 560 sidor, inledning av G. Lundgren.
- Porträttgalleri från Östergötland (1937), 1371 sidor, inledning av G.R., digitaliserat av Projekt Runeberg
- Porträttgalleri från Norrbottens län (1937), 830 sidor, inledning av S.R. och en dikt av David Törnqvist.
- Porträttgalleri från Älvsborgs län (1938), 1166 sidor, inledning av N.-J. A.
- Porträttgalleri från Närke (1939), 395 sidor, inledning av B. W–n = Bertil Waldén, länsantikvarie. Digitaliserat av Projekt Runeberg
- Porträttgalleri från Halland (1939), 688 sidor, inledning av A.K.

Sveriges studenter
Huvudredaktör var Bengt Söderberg. Libris 348032
- 1. Sveriges studenter 1900-1935 : Dalarna, Gotland, Närke, Södermanland, Västmanland (1950)
- 2. Högre allmänna läroverket för gossar i Malmö 1900-1940 (1951)
- 4. Högre allmänna läroverket för gossar å Södermalm 1880-1940 (1952)
- 5. Göteborgs högre allmänna läroverk 1900-1940 (1953)
- 5. Lunds privata elementarskola 1900-1950 (1957)
- 6. Linköpings högre allmänna läroverk : Norrköpings högre allmänna läroverk 1900-1950 (1958), står "del VII" på titelsidan
- 7. Östra Real : Högre allmänna läroverket å Östermalm 1906-1955 (1960)
- 8. Norra Latin : Högre allmänna läroverket för gossar å Norrmalm 1900-1955 (1959)
- 9. Uppsala enskilda läroverk 1900-1960 (1961)
- 10. Nya elementarskolan i Stockholm 1900-1955 (1962)
- 11. Kalmar högre allmänna läroverk 1900-1960 (1963)
- 12. Karlskrona högre allmänna läroverk 1900-1960 (1965)
- 13. Högre allmänna läroverket för gossar i Hälsingborg 1900-1960 (1968)
- 14. Högre allmänna läroverket i Landskrona 1911-1960 (1969)
- 15. Kristianstads högre allmänna läroverk 1900-1965 (1968)
- 16. Halmstads högre allmänna läroverk 1900-1968 (1970)
- 20. Gävle högre allmänna läroverk 1900-1968 (1974)

Övriga biografiska referensverk
- Svenska idrottspampar (1911)
- Skånes, Affärshus, och industriella anläggningar (1921), utgiven med anledning av tredje Skånemässan i Malmö 1-7 augusti 1921
- Skåne-köpmän : engros-detalj (1924)
- Svenska hotell och restauranger (1934)
- Skåningar i Stockholm (1940), med inledning av Krister Gierow. Digitaliserat av Projekt Runeberg
- Västgötar i Stockholm (1943), med inledning av K. Wallén. Digitaliserat av Projekt Runeberg
- Svenska konstnärer : biografisk handbok (1943-1946)
- Bengt Söderberg (huvudredaktör), Västerås högre allmänna läroverk : studentårgångarna 1900-1935 (1950)
- Björn Ekbom (huvudredaktör), Sveriges Byggmästare (1950)

Övrig utgivning
- August Hahr, Belgiska bilder (1911)
- Handbok i konservering med Weck's konserveringsredskap (1914)
- A.J. Cederholm, En smedgesälls upplevelser och äventyr berättade av honom själv (1919)
- Om kalk, kalkning och kalkinköp (1922)
- Wilhelm Hagqvist, Flickan med polkahåret (1925)
- Motormannens bensin- och reparationsbok med karta över Skåne (1926)
- Lärobok i kemi för realskolan : oorganisk kemi (1928)
- Jules Verne, Kapten Grants barn (del 1, 1929)
- Arvid Berghman, Svenska vapen (1932), annonserat men aldrig utgivet?
- Sid Roland Rommerud, Skatten på Sommarön : Spännande äventyr (1933)
- Karl Örngrim, Ödet och vi (1934)
- Harald Åkerstein, Till Napoleons Paris : en svensk löjtnants äventyr (1935)
- Sid Roland Rommerud, Oväntat besök : norrlandsnoveller (1935)
- Gustave Thomæus, Folke Sinclair : en skånekonstnär ()
- Erik Lindberg (utgivare), Lagbok för motorfordonsförare (1947)
- Erik Lindberg (utgivare), Bilkalender för Stockholms stad (1947)
- Runa Torgén, Fem år i Afrika : dagboksanteckningar (1953)
- Gunnar Scheffer, Tornérkragen i svensk heraldik (1937)
- Anne-Marie Thörnqvist, Utlandsresan (1939)
- Holger Rosencrantz, Ciceron för Malmö : Führer durch Malmö = Guide for Malmö (1940)
- Arvid Berghman, Devises des chevaliers de l'Ordre des Séraphins : recueillies et éditées (1941)
- Gustave Thomæus, Smaklig spis : kulinariska kåserier (1947)
- Ad. Rob. Peterson (redaktör), Önnestads Lantmannaskola 1877-1947 (1948)